# الباطية (كوكبة)
كوكبة الباطية أو برج الباطية (بالإنجليزية: The Cup)‏؛ وتدعى باللاتينية: Crater.

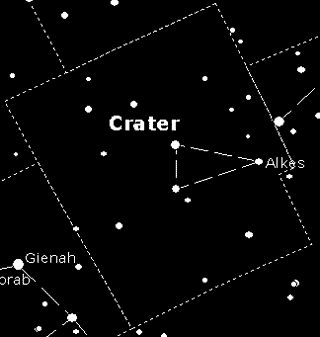
الصورة تمثل البرج النجمي: الباطية.

وهو من أبراج النصف الجنوبي للكرة الأرضية.ويعتبر شهر نيسان من أفضل الأوقات لمراقبته.
من أهم النجوم في برج الباطية: ألفا الباطية ( النجم كأس).